# Oxypogon
Genre
Oxypogon est un genre de colibris de la sous-famille des Lesbiinae et de la tribu des Lesbiini.

## Taxonomie
À la suite des travaux de Collar & Salaman (2013), l'espèce Oxypogon guerinii, originellement constituée de quatre sous-espèces, et connue en tant que Colibri casqué, est divisée en quatre, chacune des sous-espèces devenant une espèce à part entière. O. g. cyanolaemus devient Oxypogon cyanolaemus, le Colibri à barbe bleue ; O. g. lindenii devient Oxypogon lindenii, le Colibri de Linden ; O. g. stuebelii devient Oxypogon stuebelii, le Colibri de Stübel ; et Oxypogon g. guerinii reste Oxypogon guerinii, et garde le nom normalisé de Colibri casqué.

### Liste des espèces
D'après la classification de référence (version 5.1, 2015) du Congrès ornithologique international (ordre phylogénique) :
- Oxypogon guerinii – Colibri casqué
- Oxypogon cyanolaemus – Colibri à barbe bleue
- Oxypogon lindenii – Colibri de Linden
- Oxypogon stuebelii – Colibri de Stübel

Le genre Oxypogon a été décrit pour la première fois par l'ornithologue français Auguste Boissonneau en 1840. Une étude de l'ADN mitochondrial des colibris montre qu'il est le plus étroitement lié au colibri noble (Oreonympha nobilis) et à la métallure à tête rousse (Chalcostigma ruficeps). L'autre membre du genre Chalcostigma se trouvait en dehors du groupe, ce qui laisse penser que le genre pourrait devoir être révisé à l'avenir.
Les espèces d'oxypogon se trouvent dans les Andes, à des altitudes allant de 3 600 à 4 500 m au Venezuela et de 3 200 à 5 200 m en Colombie. Son principal habitat est le páramo, mais il peut descendre jusqu'à la limite des arbres en dehors de la saison de reproduction.